# Oroszországban történt légi közlekedési balesetek listája
A Oroszországban történt légi közlekedési balesetek listája mind a halálos áldozattal járó, mind pedig a kisebb balesetek, meghibásodások miatt történt, gyakran csak az adott légiforgalmi járművet érintő baleseteket is tartalmazza évenkénti bontásban.

## Oroszországban történt légi közlekedési balesetek listája

### 1942
- 1942. augusztus 20. 05:07 (helyi idő szerint), Alekszejevka, Belgorodi terület. Horthy István Re.2000 típusú vadászrepülőgépe lezuhant.[1][2][3]

### 1951
- 1951. november 6. Vlagyivosztok. Több szovjet MiG–15-ös vadászgép lelőtt egy amerikai Lockheed P2V típusú repülőgépet, amely éppen felderítő repülésen vett részt. A gépen tartózkodó 10 fős személyzet közül mindenki életét vesztette.[4]

### 1954
- 1954. szeptember 4. 40 mérföldnyire a szovjet partoktól. Több MiG–15-ös vadászgép lelőtt egy japán Lockheed P2V típusú repülőgépet, mely a tengerbe csapódott. A gép 10 fős személyzetéből 9 főt sikeresen kimenekített az Amerikai Egyesült Államok Légiereje egy kétéltű repülőgép segítségével.[5]

### 1960
- 1960. május 1. Egy U–2-es típusú felderítő gépet lelőtt a szovjet légvédelem. A gépet az amerikai Francis Gary Powers őrnagy vezette.[6]

- 1960. július 1. Murmanszktól északra, a Barents-tengeren, 30 mérföldnyire a szovjet szárazföldtől. Lelőttek egy RB-47 típusú felderítő repülőgépet. A gépen tartózkodott Willard George Palm őrnagy, valamint hat társa. A szovjetek csak Palm holttestét juttatták vissza az amerikaiaknak.[7]

### 2008
- 2008. május 26., Cseljabinszk repülőtér közelében. Egy Antonov An–12-es típusú teherszállító repülőgép lezuhant. A 9 fős személyzet minden tagja életét vesztette.[8]
- 2008. szeptember 14., Perm közelében. Az orosz Aeroflot légitársaság 821-es számú járata, egy Boeing 737-es típusú utasszállító repülőgép lezuhant. A gépen utazó 82 utas és 5 fős személyzet életét vesztette.[8]

### 2011
- 2011. szeptember 7. Jaroszlavl, Volga-folyó. A Yak-Service légitársaság által üzemeltetett RA-42434 lajstromjelű, Jakovlev Jak–42D típusú utasszállító repülőgép túlfutott a kifutópályán és egyebek mellett pilótahiba miatt lezuhant és a Volga folyóban kötött ki. A gépen utazó 37 utas és 8 fő személyzet közül 44 fő életét vesztette, 1 fő túlélte a tragédiát.[9]

### 2015
- 2015. július 14-én Habarovszk várostól 80 kilométerre lezuhan az Orosz Légierő Tupoljev Tu–95MSZ típusú bombázója. A gép két pilótája életét vesztette, a gépen tartózkodó hét katona ejtőernyővel kiugrott a gépből és sikeresen túlélte a balesetet. A balesetet a gép turbináinak leállása okozhatta.[10]

### 2018
- 2018. február 11., Argunovo közelében, Moszkvai terület. Lezuhan az orosz Szaratovszkije Avialinyii (Saratov Airlines) légitársaság Orszkba tartó An–148-as típusú repülőgépe a Domogyedovói nemzetközi repülőtér közelében. Hetvenegy fő életét vesztette.[11]

- 2018. augusztus 04. Igarka, Szibéria. Lezuhant egy Mi-8-as típusú helikopter három fő legénységgel és 15 fő utassal a fedélzetén. A balesetben 18 fő életét vesztette.[12]
- 2018. augusztus 22. 05:06 (helyi idő szerint), Ufa. A Red Wings légitársaság 804-es járatán, egy Tu–204-es típusú repülőgépen tűz ütött ki a bal oldali hajtóműben. A gép kényszerleszállást hajtott végre. A gépen 202 utas volt. Az utasok közt sérülés nem történt.[13]
- 2018. szeptember 1. Szocsi repülőtér. A UTAir orosz légitársaság Boeing 737-es típusú utasszállító repülőgépe leszállás közben túlfutott a leszállópályán és a repülőtér melletti folyóban kötött ki, miközben kigyulladt. A repülőgépen 164 utas és 6 fős személyzet tartózkodott. Mindenkit kimenekítettek a hatóságok, ám számos sérültje van a balesetnek.[14]
- 2018. október 5., Dmitrovszkoje mellett. Lezuhant az Orosz Légierő egyik MiG–29 típusú vadász repülőgépe. A két pilóta katapultált.[15]

### 2019
- 2019. május 05., Moszkva, Seremetyjevói nemzetközi repülőtér. Az Aeroflot SU 1492 számú RA-89098 lajstromjelű járata, egy Superjet SSJ 100–95B típusú utasszállító gép hajtóműve a Moszkva–Murmanszk közti úton, a túlélők szerint villámcsapás miatt visszafordult, majd durva landolás közben a földnek csapódott és kigyulladt.[16] A gép visszafordult, Moszkvában kényszerleszállást hajtott végre. A kigyulladt gépen 41 fő vesztette életét, 6 fő megsérült. A többi utast sikerült kimenekíteni. A gépen 73 fő utazott és ötfős személyzet volt, közülük 37 fő élte túl a balesetet, 4 fő személyzet és 33 utas.[17][18][19][20][21]
- 2019. augusztus 15., a Zsukovszkiji nemzetközi repülőtér közelében. Egy kukoricaföldön szállt le az Ural Airlines U 6178-as járata, egy Airbus A321-es típusú utasszállító repülőgép. A gép hajtóművébe madárraj került bele, emiatt kellett végrehajtani a manővert. 74 fő sérült meg, áldozatok nem voltak.[22]
- 2019. augusztus 30, 7:30 (helyi idő szerint), a Sziljan-Kuel-tótól 17 km-re. Lezuhant az Aviaspektr légiforgalmi vállalat RA-33061 lajstromjelű Antonov An-2R típusú szállító repülőgépe. A gépen 5 fő utazott. Kettő fő életét vesztette a balesetben, 3 fő súlyos sérüléseket szenvedett.[23][24]
- 2019. december 24., Komszomolszk-na-Amure közelében. Lezuhant egy Szuhoj Szu–57 típusú ötödik generációs vadászgép. A gép pilótája katapultált, könnyebb sérülésekkel megúszta az esetet.[25]

### 2020
- 2020. március 25. 20:10 körül (helyi idő szerint), Fekete-tenger, Feodoszija közelében, Krím-félsziget. A tengerbe zuhant az Orosz Légierő egyik Szu–27 típusú vadászgépe. A pilóta keresésére kutatócsoportot indítottak.[26]
- 2020. március 25., Krasznodar, Dimitrievszkaja közelében. Lezuhant az Orosz Légierő L-39 Albatrosz típusú kiképző gépe. A gép pilótája életét vesztette.[27]